# Plaza de la Sagrada Familia
La plaza de la Sagrada Familia (oficialmente en catalán: plaça de la Sagrada Família) es una plaza ajardinada del Distrito del Ensanche de Barcelona, España, situada frente a la fachada de la Pasión del templo homónimo. Ocupa la manzana delimitada por las calles Mallorca, Provenza, Cerdeña y Sicilia. 
Los jardines de la plaza, diseñados por el arquitecto paisajista Nicolau Rubió i Tudurí, forman parte del catálogo de patrimonio arquitectónico protegido por el Ayuntamiento de Barcelona.

## Toponimia
En el momento de su inauguración, en 1928, la plaza fue llamada General Barrera, en honor a Emilio Barrera, que por entonces era Capitán General de Cataluña. Como muchas vías barcelonesas, en 1931, con establecimiento de la Segunda República, cambió su nombre para adoptar el actual. Según los cronistas Jaume Fabre y Josep Maria Huertas Claveria, antes la plaza pudo haberse llamado 14 de abril -fecha de proclamación de la República- aunque este dato no consta oficialmente en el nomenclátor de la ciudad.

## Historia
La urbanización de los entornos de la Sagrada Familia ha resultado, históricamente, controvertida. Cuando comenzaron las obras del templo, en 1883, este se encontraba en un descampado en el municipio de San Martín de Provensals, que pronto se vio engullido por el crecimiento de la vecina Barcelona. Pero la presencia de la basílica no estaba contemplada en el plan de ensanche de la capital, aprobado 23 años antes de que empezara a levantar el templo. De hecho, Ildefonso Cerdá había proyectado en esa zona la construcción de un gran hipódromo, que ocupaba 14 manzanas.
Se tiene constancia que, a principios del siglo XX el terreno donde hoy se ubica la plaza era usado como campo de fútbol, siendo conocido con el nombre popular de Can Grassot, en referencia a la familia propietaria de varias tierras en la zona. Entre 1900 y 1901 el RCD Español (por entonces Sociedad Española de Foot-ball) tuvo aquí su campo de juego y, una década más tarde, otro histórico barcelonés como el CE Europa –fundado en un local a escasos metros– jugó aquí sus primeros partidos.
En 1903 el Ayuntamiento de Barcelona, tras un concurso público, encargó al urbanista Léon Jaussely un proyecto de ensanche de la ciudad, que debía conectar el plan diseñado por Cerdá con los municipios agregados en 1897, entre ellos, San Martín de Provensals. En su anteproyecto, Jaussely había previsto la construcción de un Museo de la Higiene frente a la futura fachada de la Pasión de la Sagrada Familia, con una pequeña plaza separando ambos edificios. Para elaborar el plan de enlaces definitivo, en 1906 Jaussely solicitó a Antoni Gaudí que definiese un entorno urbanístico para su obra. Estudiando geométricamente las visuales del templo, Gaudí y su equipo concibieron situarlo dentro de una plaza en forma de estrella octogonal, aunque debido al elevado coste se acabó reduciendo a una planta estrellada de cuatro puntas. Esta propuesta tuvo el visto bueno de Jaussely; sin embargo, su plan definitivo, aprobado en 1907 tras revisión municipal, situaba la Sagrada Familia en una plaza circular de 98 metros de diámetro. Jaussely también incluyó la creación de una vía en diagonal –hoy avenida Gaudí– para satisfacer las perspectivas deseadas por el arquitecto reusense.

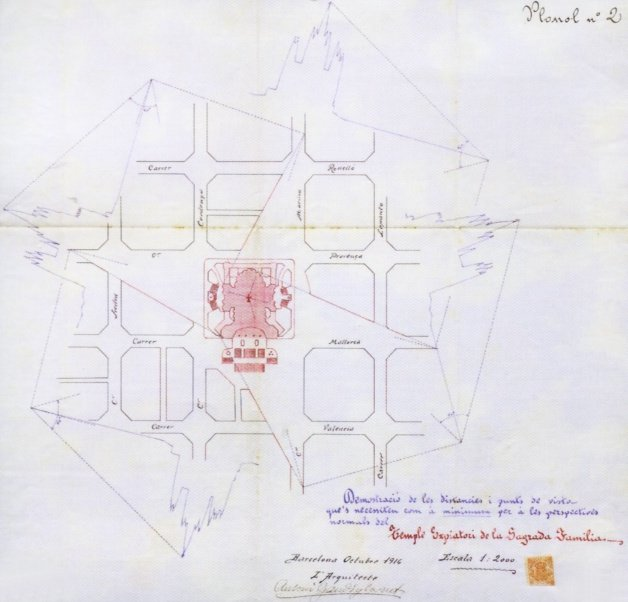
Proyecto de plaza estrellada que recogió el Plan Jaussely

Pese a todo, el plan de Jaussely, como tal, nunca se llevó a cabo. En 1917 el ayuntamiento lo reformuló con el Plan General de Urbanización de Barcelona, obra de Ferran Romeu, Ezequiel Porcel y Pedro Falqués. El nuevo plan urbanístico –conocido como Plan Romeu-Porcel– además de descartar la propuesta de plaza estrellada, apostaba por una alta edificabilidad alrededor del templo; únicamente se preveían pequeños jardines para ofrecer perspectivas frontales de las tres fachadas: la de la Gloria, la del Nacimiento y la de la Pasión. En el caso concreto de la manzana que hoy es la plaza de la Sagrada Familia, se autorizaba la edificación de dos bloques de edificios en forma de L. El nuevo plan de enlaces no gustó a Gaudí, y la Junta del Templo presentó al ayuntamiento alegaciones contra un proyecto que, al final, nunca se materializó. En parte porque a principios de los años 1920 la Dirección de Parques Públicos del Ayuntamiento de Barcelona, con Nicolau Rubió i Tudurí al frente, inició una política de adquisición de suelo para destinarlo a parques y jardines públicos. Pasaron entonces a propiedad municipal varios terrenos en el Tibidabo, Vallvidrera y Montjuïc, así como el Parque Güell y la citada manzana frente a la fachada de la Pasión de la Sagrada Familia.
En 1925 se aprobó el plan de Ensanche de Sant Martí, obra de Ubaldo Iranzo, que situaba sendas plazas frente a las fachadas del Nacimiento y la Pasión, las que hoy son las plazas de Gaudí y de la Sagrada Familia, respectivamente. Durante los años siguientes la actual plaza de Gaudí empezó a ser ocupada por talleres y almacenes –así se mantuvo hasta 1981– mientras que la de la Sagrada Familia fue un campo de fútbol hasta que, en vistas a la Exposición Universal de 1929, el Ayuntamiento decidió urbanizarla. Se encargó del proyecto el propio Rubió i Tudurí quien, por respeto a Gaudí, evitó las perspectivas frontales diseñando unos jardines con paseos curvos y diagonales, de modo que la única vista frontal del templo quedaba enmarcada por la vegetación. La plaza, inaugurada en 1928 como General Barrera,
 cambió su nombre al actual en 1931.
Desde su inauguración y hasta la actualidad la plaza ha sufrido periódicas transformaciones. La primera significativa tuvo lugar en 1952, con vistas al XXXV Congreso Eucarístico Internacional, celebrado ese año en Barcelona, y que tuvo en la plaza múltiples actos, como la plegaria de las naciones por la paz del mundo, presidida por el legado del Papa en el congreso, el cardenal Federico Tedeschini. En 1957 se llevaron a cabo nuevas reestructuraciones, con la instalación de bancos, una zona de juegos infantiles y la construcción de una de las primeras pistas de patinaje de la ciudad, que se mantuvo durante varias décadas.
Durante los años 1960 y 1970 la Plaza de la Sagrada Familia se convirtió en albergue habitual de ferias, tómbolas y mercados ambulantes -siendo la única que se mantiene en la actualidad la tradicional feria de Navidad-, lo que degradó considerablemente la plaza y se convirtió, durante años, en motivo de queja vecinal, tal y como reflejó en varias ocasiones el diario La Vanguardia:

La plaza de la Sagrada Familia, ha caído, desde unos años a esta parte, en el más lamentable abandono y ofrece un aspecto realmente descuidado, roto el piso con hoyos peligrosos para el caminante, maltrechos sus jardines, en ruina las instalaciones de recreo para los niños. Es un espectáculo deprimente (...) ¿Por qué tanta desidia en torno a una plaza que enmarca uno de los lugares de mayor atracción turística de Barcelona? (...) Por desgracia, Barcelona arrastra un grave déficit de espacios verdes, y por tanto es intolerable qué los pocos de que disponemos sean tan lastimosamente ocupados por barracas de feria.
La Vanguardia, 25 de septiembre de 1973

La conservación de las pocas plantas que allí crecen se hace prácticamente imposible y cuesta una auténtica fortuna al municipio, porque salvo raras excepciones, se ve constantemente invadida de barracones e instalaciones de feria, con lo que se ha destruido, o casi, lo poco que quedaba de la jardinería proyectada por Rubio y Tudurí. Los vecinos están cansados de expresar sus protestas (...) con resultado poco eficaz. Nadie sabe de dónde se sacan sus facultades los presidentes de las Juntas Municipales del Distrito para autorizar la instalación de actividades ruidosas y molestas para los vecinos.
La Vanguardia, 8 de diciembre de 1973

Debido al progresivo deterioro de la plaza, en 1975 el Ayuntamiento de Barcelona llevó a cabo una renovación de la jardinería, aunque los problemas derivados de la instalación de atracciones de feria siguieron en los años siguientes, como denunció, de nuevo, La Vanguardia:

Se están realizando obras de atención jardinera en la plaza de la Sagrada Familia. Ahora la vegetación de aquel lugar está siendo sustituida por otra. (...) Sin embargo existe la cruz de un proyecto tan satisfactorio. En la plaza en trance de renovación se mantiene la presencia de las viejas casetas y puestos de ferias que tan eficazmente contribuyeron a estropear el lugar y a convertir lo que debe ser un sitio de descanso en bullicioso y desordenado.
La Vanguardia, 26 de abril de 1977

Tienen toda la razón los vecinos de la Sagrada Familia de sentirse indignados por la constante aparición de tiovivos y «tómbolas» y otras instalaciones que convierten aquel sector, que debería ser uno de los más nobles de la ciudad, en un zoco ruidoso. Son incontables las protestas, peticiones, súplicas, instancias y pólizas, y sobre todo paciencia gastada por los vecinos de la Sagrada Familia para que de una vez por todas se suprimieran los artefactos de feria en la Sagrada Familia y se dedicaran los esfuerzos necesarios para que la plaza sea un lugar acogedor, tranquilo, bonito y señorial, como le corresponde.
La Vanguardia, 26 de abril de 1977

Dentro del desorden vivido por la plaza durante el franquismo, en los años 1970 se ubicaron aquí las farolas modernistas diseñadas en 1909 por Pedro Falqués, que originalmente estaban instaladas en el llamado Cinc d'Oros -actual Plaza Juan Carlos I- y que en 1985 fueron nuevamente reubicadas en la Avenida Gaudí, donde se mantienen actualmente.
Desde los años 1990 la fisonomía de la plaza ha cambiado, con el incremento de la presencia de turistas, que ha desplazado en gran medida su uso vecinal. Han proliferado los puestos de información turística y de venta de suvenires.
La última remodelación de la plaza tuvo lugar entre 2010 y 2011, llevándose a cabo la replantación del arbolado y una renovación de los sistemas de iluminación y de riego, además del mobiliario urbano. Durante esta reurbanización el Ayuntamiento, por entonces gobernado por una coalición de izquierdas -PSC e ICV- anunció la instalación en la plaza de un monumento en honor a los gais, lesbianas y transexuales represaliados por su orientación sexual. Sin embargo, ante las quejas de los partidos democristianos de la oposición -PP y CiU- el consistorio dio marcha atrás y el monumento fue finalmente levantado en el Parque de la Ciudadela.

## Planta
La plaza de la Sagrada Familia ocupa una manzana delimitada por las calles Mallorca, Provenza, Cerdeña y Sicilia. Con una superficie de 11.608 metros cuadrados, es la principal zona verde del barrio de la Sagrada Familia y una de las mayores del Distrito del Ensanche. El perímetro de la plaza son aceras asfaltadas. El interior, ajardinado, cuenta con paseos de tierra entre los parterres, cuyo trazado está pensado para ofrecer perspectivas oblicuas -nunca ortogonales- del Templo Expiatorio de la Sagrada Familia.
La plaza está equipada con bancos, dos fuentes de agua potable, una zona de juegos infantiles, una área para perros (pipicán), un bar con terraza y un punto de información turística. Destaca, además, la presencia de dos esculturas.

## Esculturas

### Escultura de Míliu

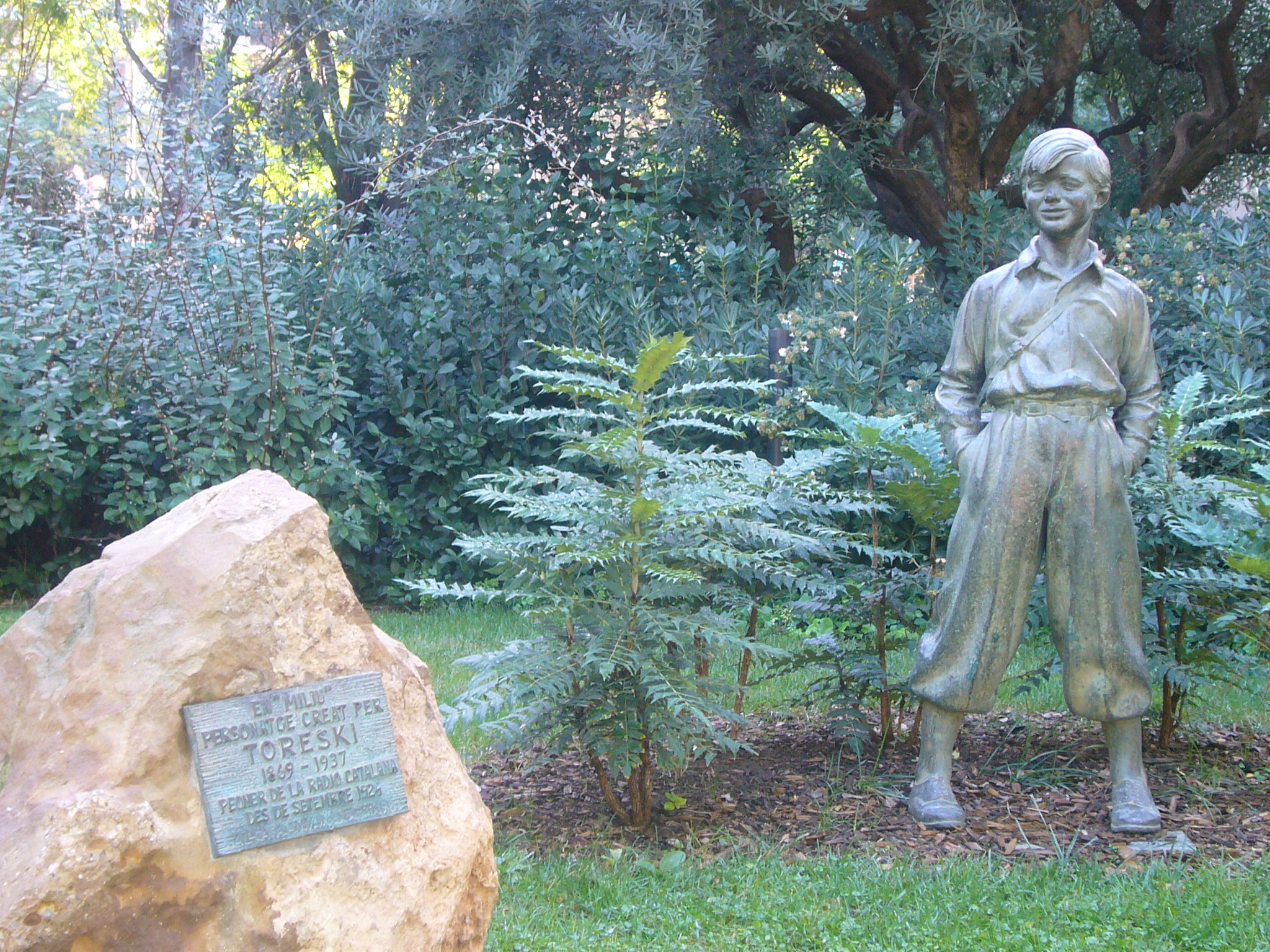
Escultura de Míliu

Entre 1927 y 1937 el ventrílocuo y locutor radiofónico Josep Torres Vilalta, Toresky, adquirió gran popularidad en Radio Barcelona con su muñeco Míliu, un personaje que representaba un niño de ocho años, con el que protagonizó distintos espacios cómicos y benéficos de enorme éxito. Debido a su gran calado entre el público, en 1936 la emisora decidió construir una fuente con la figura de Míliu, y encargó al escultor Àngel Tarrach una figura de bronce del muñeco, que fue financiada por medio de una suscripción popular en la que contribuyeron 1.500 oyentes. La obra llegó a ser expuesta, la primavera de ese año, en la Exposición de Arte Moderno de Madrid, pero poco después, debido al estallido de la guerra civil española, quedó guardada en un almacén.
La pieza fue recuperada un cuarto de siglo más tarde por Radio Barcelona, que llegó a un acuerdo para cederla al Ayuntamiento de Barcelona a cambio que el consistorio la ubicase en un jardín público, tal y como inicialmente había sido proyectada. Su emplazamiento definitivo fueron los jardines de Plaza de la Sagrada Familia, donde se inauguró el 12 de noviembre de 1961. La placa que actualmente acompaña a la escultura fue añadida en 1983 por la Asociación de Vecinos de la Sagrada Familia.

### Monumento a los donantes de órganos y tejidos

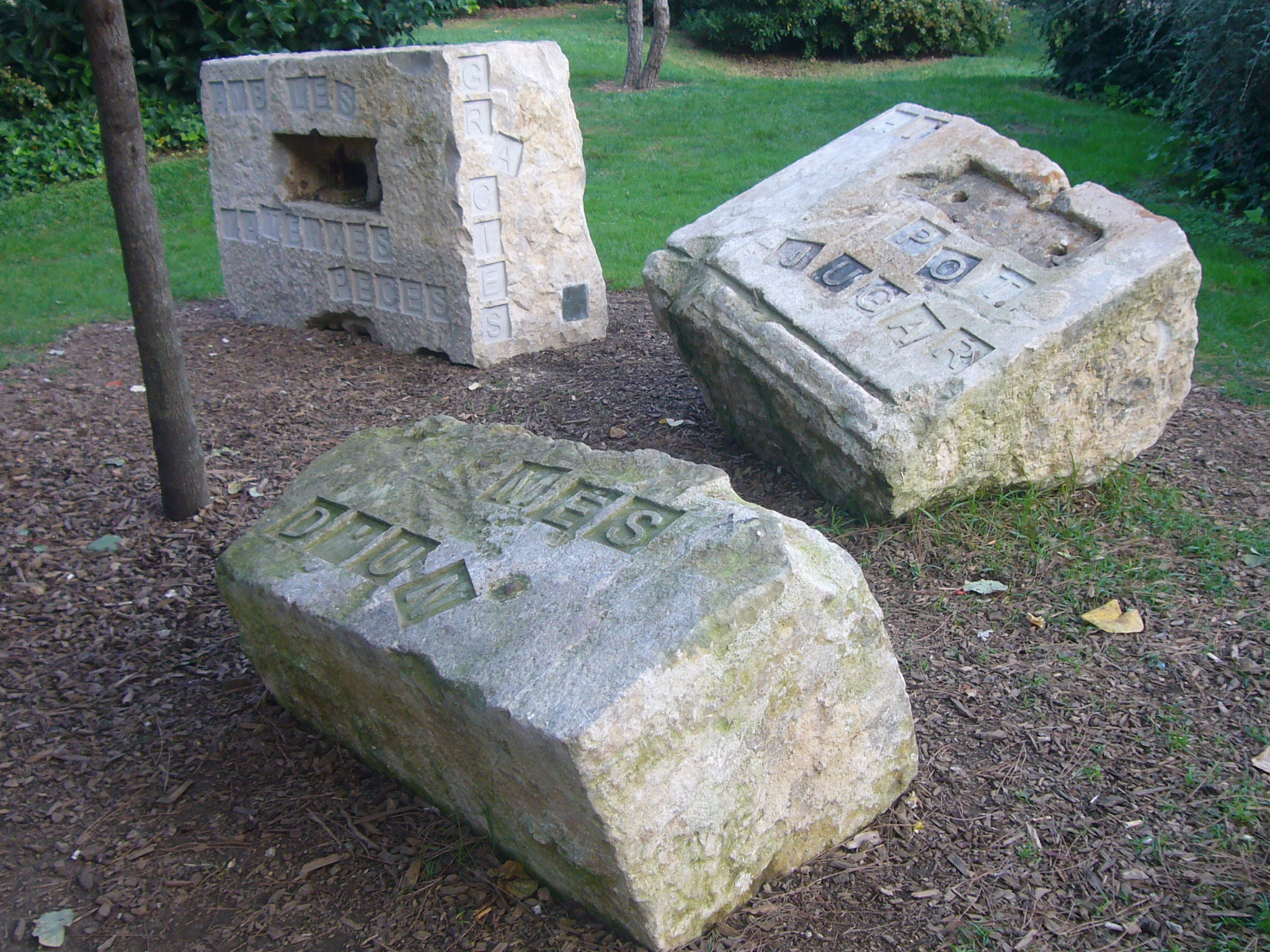
Monumento a los donantes

La instalación de este homenaje escultórico dedicado los donantes de órganos y tejidos fue impulsada por asociaciones de pacientes trasplantados. Fue inaugurado el 6 de junio de 2010 por la entonces Consejera de Salud de la Generalidad de Cataluña, Marina Geli.
El monumento, diseñado por Judit Masana, está formado por tres piedras procedentes de obras del Ensanche, y que han sido reutilizadas para aludir, simbólicamente, a la transformación de los órganos donados, que al ser reutilizados, cobran nueva vida. En las piedras puede leerse la inscripción:

AMB LES MATEIXES PECES
HI POT JUGAR
MÉS D'UN
CON LAS MISMAS PIEZAS
PUEDE JUGAR
MÁS DE UNO
Monumento a los donantes de órganos y tejidos

## Flora
Los jardines de la plaza de la Sagrada Familia cuentan con una importante variedad de árboles, arbustos y flores. Según el censo municipal de 2011, destacan 6.000 hiedras, 150 rosales, un centenar de plantas de la especie Abelia × grandiflora, más de 200 hierbas franciscanas, unos 250 ejemplares de Elaeagnus x ebbingei y otros tantos guayabos. El conjunto de la vegetación está pensado para que los jardines luzcan una coloración diferente en cada estación del año.
En cuanto al arbolado, el censo cuenta más de 200 ejemplares en toda la plaza, de 53 especies distintas, siendo las más frecuentes las sóforas (24%), las tipuanas (22%), los árboles del amor (11%) y el agriaz (10%). Otras especies destacadas son el pino, el almez, el laurel, el cedro, el jacarandá y el ciprés. Tradicionalmente, los cipreses de la plaza han destacado por su altura, de modo que con su figura alargada emulan, de forma natural, las torres cónicas del templo.

## Edificios de la plaza

### Templo de la Sagrada Familia
El edificio más destacado y que preside la plaza es el templo de la Sagrada Familia. En el lateral de la calle de Cerdeña se levanta la fachada de la Pasión, que se empezó a construir en 1954 y cuyas torres se acabaron en 1976. En cada extremo se conservan -en gran medida reconstruidos- dos edificios auxiliares, que el propio Antoni Gaudí construyó con voluntad provisional: las escuelas y la casa parroquial. 

### Escuelas de la Sagrada Familia

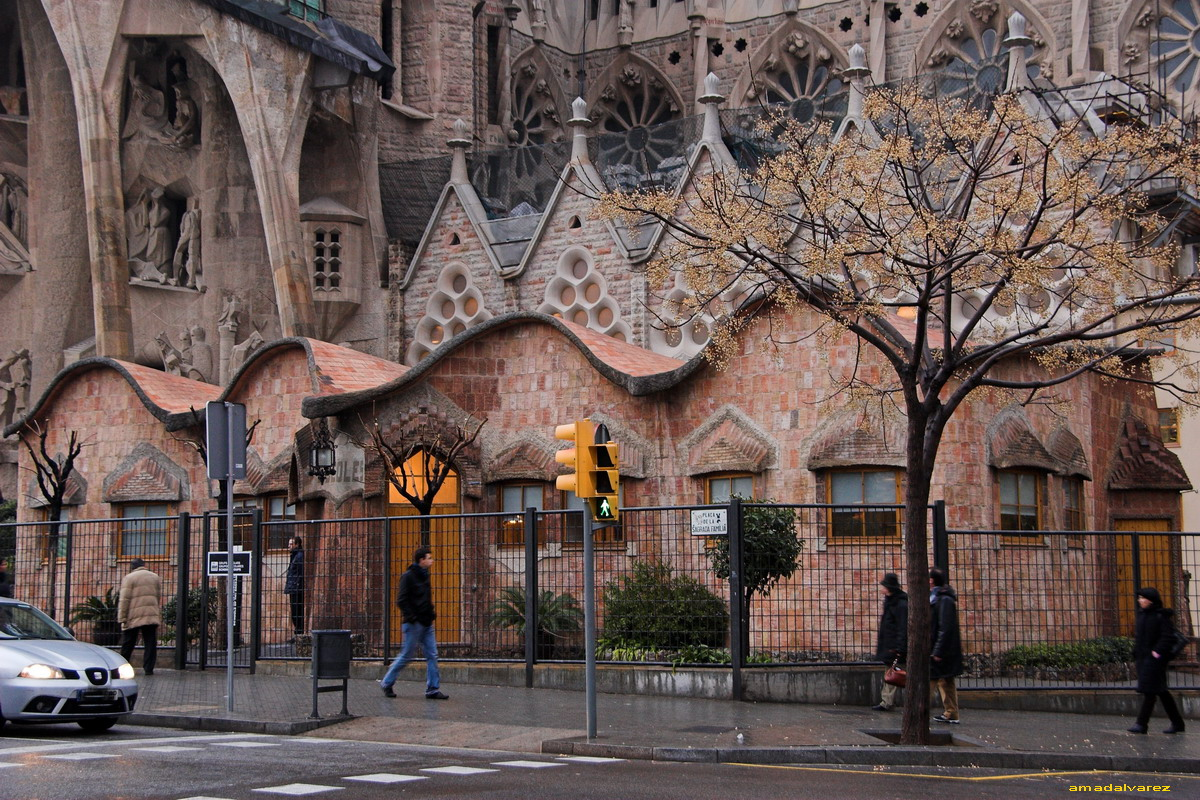
Escuelas de la Sagrada Familia

En la esquina Cerdeña-Mallorca se ubican las Escuelas de la Sagrada Familia. Este edificio fue construido en 1909 como escuela provisional para los hijos de los obreros que trabajaban en el templo. Originalmente ubicadas donde hoy se levanta la fachada de la Gloria -calle Mallorca- en 2002 fueron trasladadas a su actual emplazamiento, en un proyecto de reconstrucción dirigido por Mariona Bonet. Actualmente las escuelas albergan una exposición permanente sobre la arquitectura gaudiniana y una reproducción del desaparecido obrador del arquitecto. Dicho obrador se ubicaba, precisamente, en el otro extremo de la fachada de la Pasión (esquina Cerdeña-Provenza). 

### Casa parroquial de la Sagrada Familia

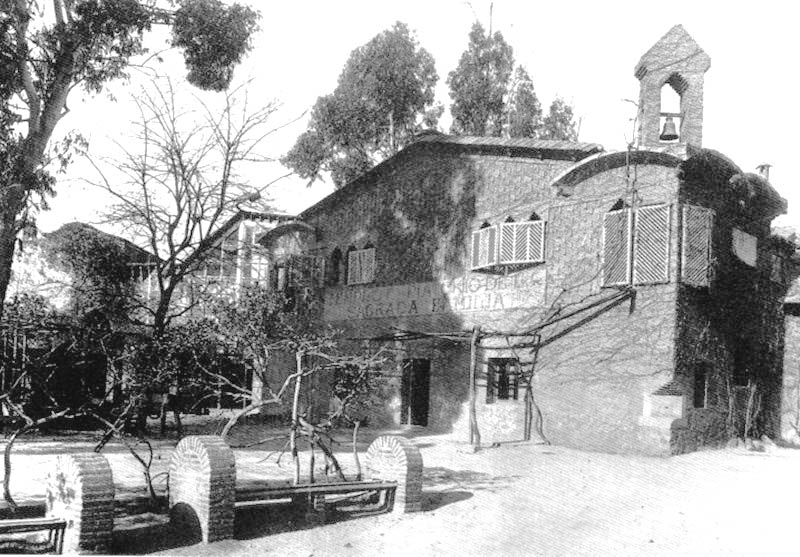
Casa parroquial de la Sagrada Familia (1906)

Dentro de la manzana de la Sagrada Familia, en la esquina Cerdeña-Provenza, Gaudí construyó la casa del sacerdote custodio en 1887. Años más tarde instaló aquí su obrador, formado por su estudio, un taller y un almacén, siendo además el lugar donde vivió los últimos años de su vida. En 1936, diez años después de la muerte del arquitecto, el edificio fue asaltado, saqueado y quemado por extremistas antifascistas, en el marco de la guerra civil española. El incendio destruyó gran parte del obrador, así como la mayoría de las maquetas y planos originales dejados por Gaudí. Tras la guerra, el edificio fue reconstruido siguiendo el modelo original, pasando a albergar los despachos parroquiales y las oficinas de la Junta Constructora del templo. En 2011 el edificio fue parcialmente derruido, para dejar sitio a la construcción de la sacristía situada entre el ábside y la fachada de la Pasión, según el proyecto dejado por Gaudí.

### Cine Niza

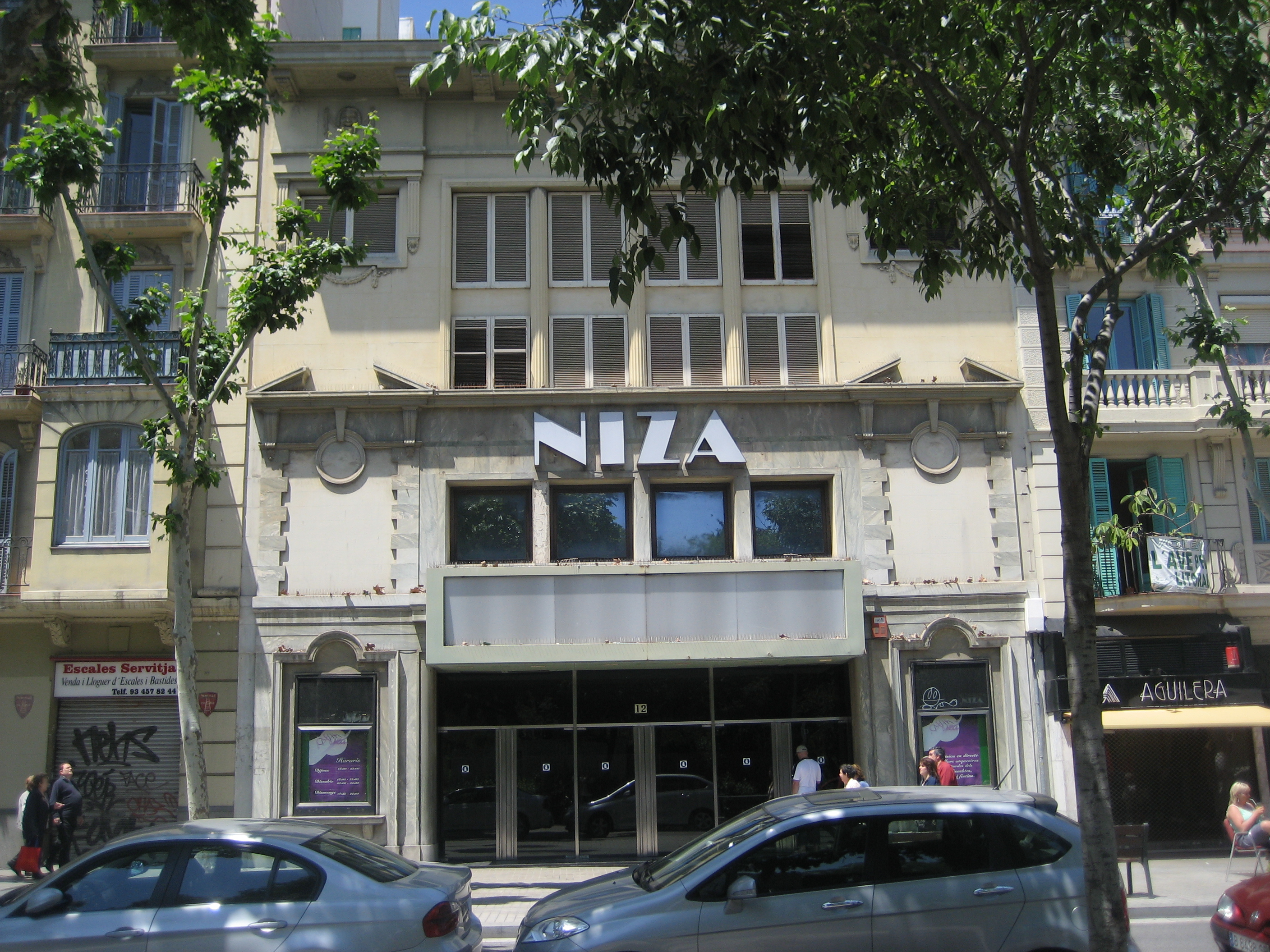
Cine Niza en 2010

En el número 12 de la plaza se ubica el que fue el Cine Niza, hoy desaparecido. El edificio, con una fachada de corte neoclásico, es obra de José María Aixelà y Miguel Ángel Tárrega. Fue inaugurado en 1946, siendo considerado, por entonces, una de las mejores salas de proyecciones de la ciudad. Poco tiempo después de su apertura se instaló en el mismo edificio un salón de baile. El cine cerró sus puertas en 2005, pero la sala de baile sigue abierta al público.

## Usos
La plaza de Gaudí se ha convertido en un importante punto turístico, por las perspectivas que ofrece para contemplar y fotografiar el templo de la Sagrada Familia. Por este motivo, cada viernes, sábado y domingo se instala un mercado ambulante de la venta de artesanía y souvenires.

### Feria de Navidad
Cada año, en las fechas previas al 25 de diciembre, el perímetro de la plaza y sus caminos centrales son ocupados por las paradas de la feria de Navidad. Este mercadillo está formado por más de cien puestos de venta de artesanía y ornamentos navideños, esencialmente figuras y complementos para belenes, árboles de Navidad, tions, etc. Este mercado se inició en 1965, al haberse quedado pequeña la tradicional feria de Santa Lucía de la plaza de la Catedral, lo que llevó a varios feriantes a trasladarse a la plaza de la Sagrada Familia.

## Transporte público

### Metro
La Estación de Sagrada Família, que es un intercambiador de la Línea 2 y Línea 5 del Metro de Barcelona, tiene dos accesos que dan a la Plaza de la Sagrada Familia, en la esquina con las calles Provenza y Cerdeña.

### Autobuses turísticos
La ruta azul del Barcelona Bus Turístic de TMB tiene parada en la plaza, en el lateral de la calle Sicilia. En este mismo lugar tiene parada el operador privado Barcelona City Tour.

### Bicicleta
Dos de las calles del perímetro, Sicilia y Provenza, disponen de sendos carriles bici, habilitados como vías segregadas. El de Sícilia va de la Gran Vía de las Cortes Catalanas a la calle de Provenza (800 m), donde se une al que discurre entre el Paseo de Gracia y la calle Rogent (2,5 km). Asimismo, el servicio de bicing dispone de una parada junto a la plaza, en la calle de Cerdeña con Provenza.